# Kaple svaté Anny se studánkou (Strančice)
Kaple svaté Anny se studánkou ve Strančicích je kulturní památka České republiky. Z církevního hlediska spadá pod farnost Mnichovice římskokatolické církve. 

## Historie a popis

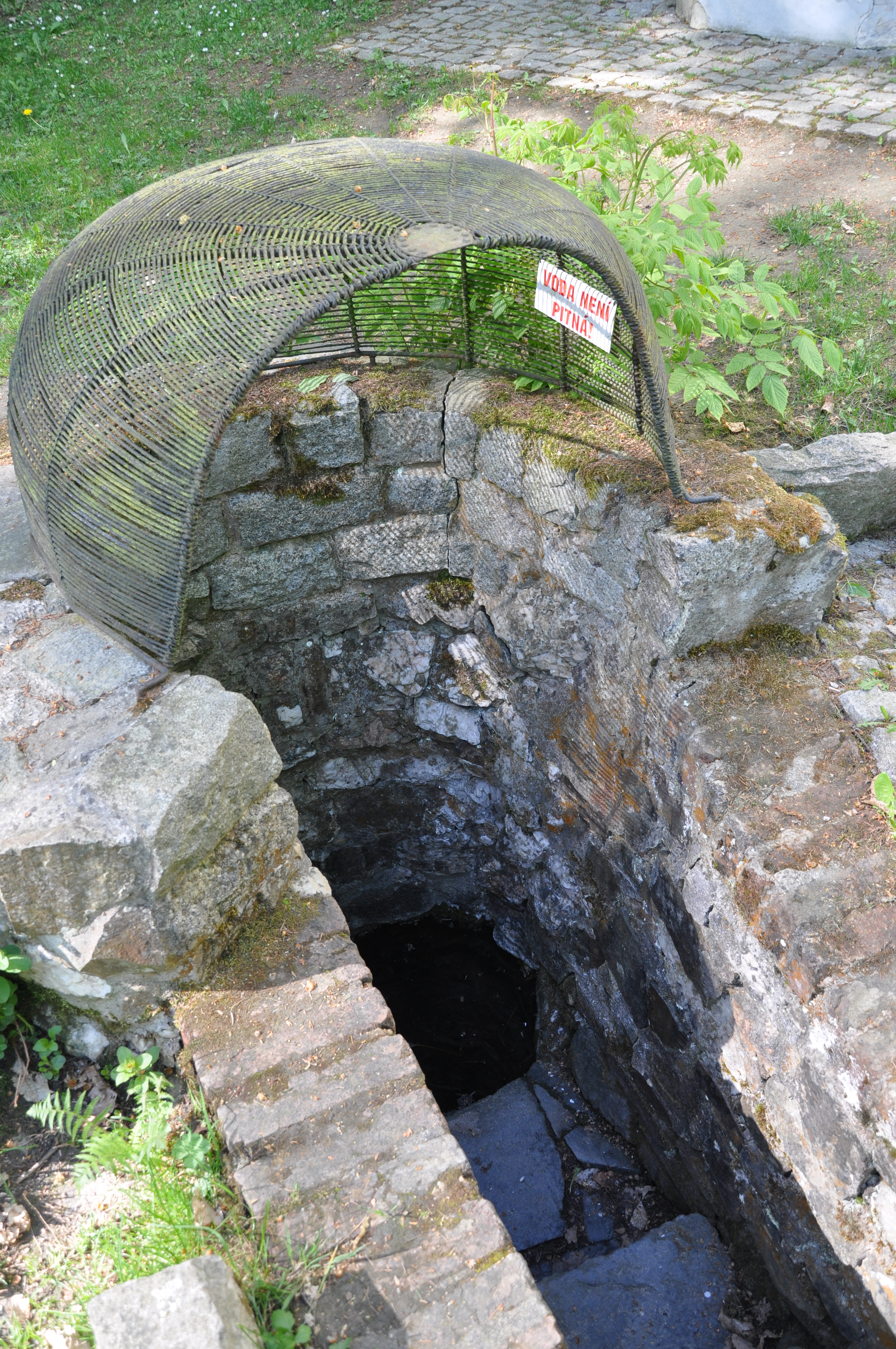
Pramen v blízkosti kaple v roce 2015.

Kaple se nachází zhruba 1 km od centra obce Strančice a je doplněna studánkou. Lokalita je atraktivní z hlediska turistiky. Provází ji pověsti o zázračných uzdraveních.[zdroj?]. Podle historických pramenů se zde v roce 1820 poprvé uzdravil z očního neduhu zbožný rolník, který si měl vymýt oči ve studánce v lese pod vysokou jedlí. Po vyléčení na strom zavěsil jako poděkování obraz svaté Anny. Od té doby se místu začalo říkat „U svaté Anny“ I nyní k prameni stále putuje mnoho poutníků, kteří zde hledají odpovědi na vlastní trápení.
V roce 1883, v době velkého sucha a neúrody, se obyvatelé Strančic v prosbách ke sv. Anně rozhodli postavit u pramene malou výklenkovou kapličku. Z dobrovolných příspěvků místních obyvatel se úkolu zhostil zednický mistr Josef Hamáček. O pouti na sv. Annu byla spolu se studánkou za přítomnosti velkopopovického faráře vysvěcena. Od té doby se každoroční svatoanenské poutě staly tradiční slavností.
V roce 1892 se přistoupilo k rozšíření kaple do nynější podoby pro možnost konání bohoslužeb přímo v interiéru svatyně. Stavební úpravu, respektující původní novorománskou podobu stávající výklenkové kapličky, navrhl stavitel Václav Pařízek, který projektoval a realizoval řadu historizujících staveb v Praze, především na Starém Městě pražském. Samotné stavební práce vedl opět místní zednický mistr Josef Hamáček. Pro nedostatek finančních prostředků získaných milodary a veřejnými sbírkami, dostavění kaple proběhlo až v roce 1895 na náklady piaristického řádu, který působil také ve Strančicích. Slavnostní vysvěcení kaple P. Filipem Konášem z Mnichovic se konalo dne 2. července 1896.  
Znak piaristů s datací 1902 na vstupních dveřích připomíná tehdejší správce objektu, sídlící v nedaleké Předboři, kteří do interiéru pořídili spolu s přičiněním  místních obyvatel starší vnitřní vybavení, původně umístěné v jiných sakrálních prostorách. Hlavní manýristický oltář, zasvěcený sv. Pavlu, který nechal zhotovit v roce 1674 vyšehradský kanovník Václav Vilém Papazon z Karlštejna, pocházel z pražského kostela sv. Petra a Pavla na Vyšehradě. Podle historických záznamů je v tomto oltáři uložen kámen s ostatky světců sv. Faustina a sv. Severina ze zámecké kaple v Předboři, který piaristé věnovali darem. Barokní dřevěná polychromovaná socha sv. Anny z pražského kostela sv. Štěpána, byla již dříve umístěna v původní výklenkové kapličce sv. Anny. V nové kapli se socha sv. Anny stala součástí oltáře spolu s postranními sochami andělů, získanými z vyšehradského kostela sv. Petra a Pavla.  

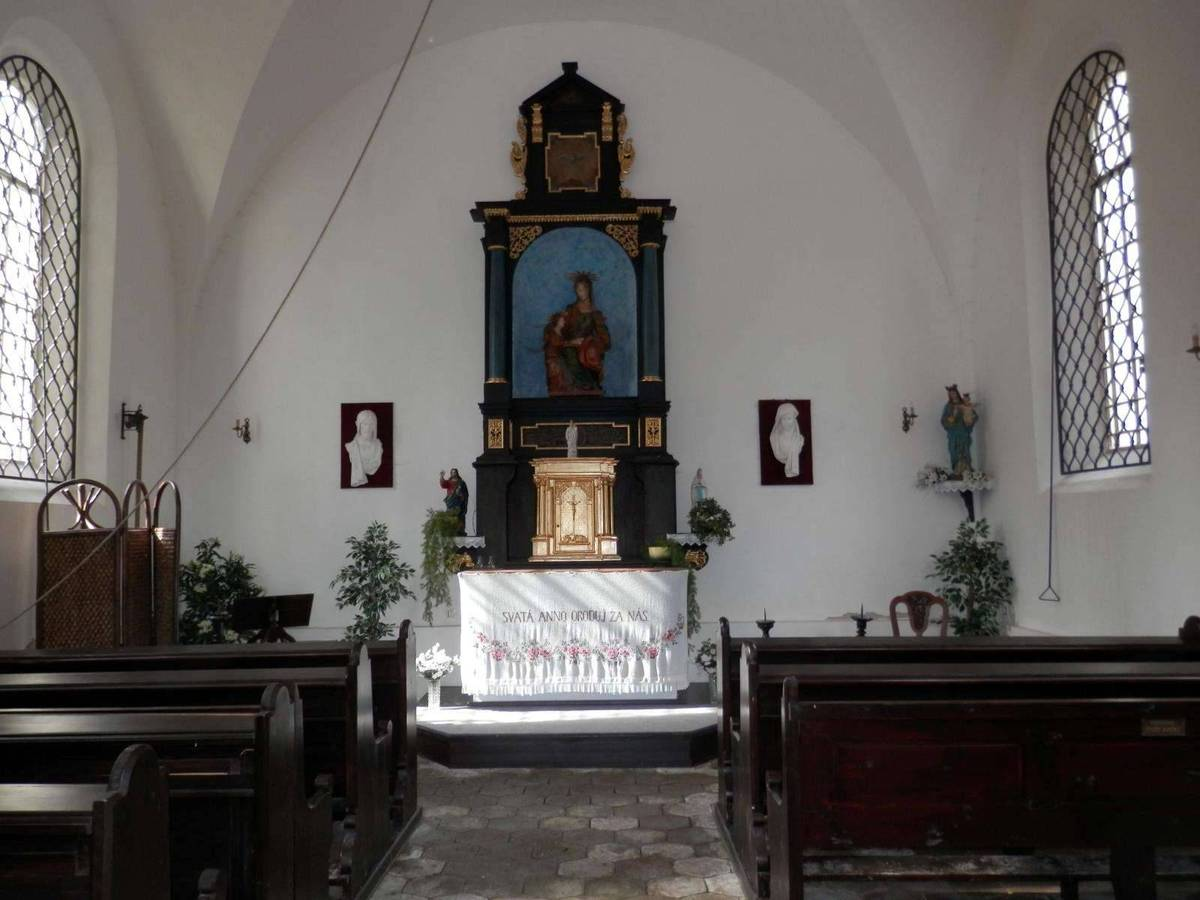
interiér kaple

Z historických údajů pocházejí záznamy o obnově strančické kaple i studánky za přispění místních občanů v roce 1902, dále pak v letech 1943, 1950, 1971 a 2008–2010. Kromě péče o kapli jsou v dobových dokumentech zapsány i nepříznivé události. V důsledku několika vloupání byly odcizeny tři sochy, obraz Krista, tři svícny a poničen oltář se sochou sv. Anny, později byla většina zcizených předmětů nalezena za pomoci policie.
Se soudobou historií kaple a studánky souvisejí dvě vzájemně se prolínající události, které mají pro samotnou památku i kulturu Strančic nezpochybnitelný význam: V roce 2005 byl založen „Spolek přátel studánky u kaple sv. Anny ve Strančicích“, který požádal Ministerstvo kultury ČR o prohlášení kaple se studánkou za kulturní památku. Dne 3. srpna 2007 byla kaple se studánkou zapsána do Ústředního seznamu kulturních památek. 
Veřejnou sbírkou, za přispění obce a Krajského úřadu Středočeského kraje se v letech 2008–2010 uskutečnila celková obnova kaple i s mobiliářem a s úpravou okolního prostředí památky. 
Kaple sv. Anny byla již dříve využívána k různým kulturním i společenským účelům. Historicky nejvýznamnější společenská událost při kapli sv. Anny se vztahuje k návštěvě T. G. Masaryka s ministerským předsedou Antonínem Švehlou u příležitosti pořádání „Staročeských májů“ dne 31. května 1925, na kterou odkazuje památník v podobě mohutného kamene s nápisovou deskou v blízkosti kaple. 
Úctu k přírodě a historii místa s velkou účastí návštěvníků v letech 2005–2019 vyjadřovala květnová „Slavnost otevírání studánky“ a její „Uspávání studánky“ v listopadu na svatého Martina. Na všech slavnostech byly hlavními vystupujícími místní děti. V roce 2006 zde byla provedena Sborem Benešovských učitelek  kantáta Bohuslava Martinů „Otvírání studánek“.
„Spolek přátel studánky u kaple sv. Anny ve Strančicích“ (2005–2019) s příspěvky badatelů vydal v roce 2015 sborník „Krajinou za památkami Strančic a okolí“. Ze získané částky z prodeje a podpory Obecního úřadu Strančice byla pro kapli sv. Anny zhotovena Kamenosochařským střediskem v Lipnici nad Sázavou křtitelnice podle návrhu akad. sochaře Petra Váni. 